# 茨城国造
茨城国造（いばらきのくにのみやつこ・いばらきこくぞう）は常陸国中部を支配した国造。茨木国造とも。

## 概要

### 表記
『古事記』では茨木国造、『先代旧事本紀』「国造本紀」、『常陸国風土記』では茨城国造と表記されている。

### 祖先
- 『先代旧事本紀』「国造本紀」には、応神朝に天津彦根命の孫の筑紫刀禰が茨城国造に任じられたとされる。

### 氏族
壬生氏（みぶうじ、姓は連）か。筑波国造、馬来田国造、須恵国造、師長国造、石背国造、道口岐閉国造、周防国造、額田部湯坐連、三枝部造、菴知造、高市県主（高市連）、若舎人部氏、建部氏などと同族。

## 本拠

### 支配領域
国造の支配領域は当時茨城国と呼ばれた地域、後の律令国の常陸国茨城郡、現在の茨城県石岡市・笠間市、および水戸市・つくば市・土浦市の一部に相当する。恋瀬川流域から霞ヶ浦北岸に大型古墳が多数築造されている。

## 氏神

### 墓
- 舟塚山古墳（ふなづかやまこふん）
全長186メートルの前方後円墳で、5世紀後半の築造。円筒埴輪の形式から5世紀前半かそれより前の築造も考えられ、被葬者を筑紫刀祢と推定する説は概ね妥当と見られる[1]。
- 府中愛宕山古墳（ふちゅうあたごやまこふん）
全長96メートルの前方後円墳で、6世紀初頭の築造。墳丘の築造規格が誉田御廟山古墳との類似を指摘されている。

## 子孫
- 壬生麻呂（みぶのまろ、壬生連麿）
孝徳朝の豪族で茨城国造。夜刀神を追い払う。『常陸国風土記』に登場。